# William Pogue
William Reid Pogue  (23. ledna 1930, Okemah, Oklahoma, USA – 3. března 2014 Cocoa Beach, Florida) byl americký vojenský pilot a astronaut z kosmické lodi a stanice Skylab.

## Život

### Mládí a výcvik
Po ukončení základní a střední školy následovalo studium na Oklahoma Baptist University. Stal se leteckým inženýrem a narukoval jako vojenský letec do války v Koreji. Tam absolvoval 43 bojových letů. Po válce se vrátil do Oklahomy, v roce 1960 zde ukončil studium na Oklahoma State University–Stillwater. Pak byl tři roky na vojenské letecké akademii ve funkci docenta katedry matematiky. V roce 1963 nastoupil do školy zkušebních letců ve Farnborough ve Velké Británii a dva roky tu působil jako zkušební letec. Poté návrat do USA na základnu Edwards, kde byl instruktorem v tamní škole zkušebních pilotů. V roce 1966 byl přijat do páté skupiny amerických astronautů. Pomáhal s přípravou letů Apollo 11 a Apollo 14. Po skončení programu Apollo se zacvičil pro program Skylab. Byl ženatý a měl tři děti.

### Lety do vesmíru
V kosmické lodi Skylab 4 odstartovala trojice astronautů Gerald Carr, William Pogue a Edward Gibson z kosmodromu na mysu Canaveral na Floridě v listopadu 1973. Letěli k orbitální stanici Skylab 1 a zůstali zde rekordně dlouho, téměř tři měsíce při plnění desítek vědeckých pokusů. Na stanici byli poslední posádkou, několik měsíců po jejich odletu zanikla v atmosféře. Kabina Skylabu 4 s posádkou přistála za pomoci padáků na hladině Tichého oceánu.
- Skylab 4 (16. listopadu 1973 – 8. února 1974)

### Po ukončení letů
Po návratu změnil svou uzavřenost, s ženou začal chodit do divadel, vyhledával společnost více lidí. V září 1975 z NASA odešel do Colorado Springs, kde se stal viceprezidentem Hight Flight Foundlation.